# .bs
.bsは、国別コードトップレベルドメイン(ccTLD)の一つで、バハマに割り当てられている。このドメインはバハマ大学によって管理されている。